# Youssef Ibrahim
Pour les articles homonymes, voir Ibrahim (homonymie).
Youssef Ibrahim, né le 2 mars 1999 au Caire, est un joueur professionnel de squash représentant l'Égypte. Il atteint en juin 2025 la 10e place mondiale sur le circuit international, son meilleur classement.

## Biographie
Il remporte le British Junior Open en moins de 15 ans et en moins de 17 ans. En octobre 2020, il bat le no 2 mondial Mohamed El Shorbagy lors du tournoi platinum Qatar Classic après avoir sauvé une balle de match. En août 2021, il intègre pour la première fois le top 20 avec une 18e place et il confirme immédiatement ses progrès à l'occasion de l'open de Manchester en éliminant l'ancien champion du monde et no 6 mondial Karim Abdel Gawad et pousse Joel Makin au tie-break du 5e en demi-finale. En octobre 2021 au Qatar Classic, il s'impose à nouveau face à Mohamed El Shorbagy. En mars 2022, il s'incline face au nouveau no 1 mondial Paul Coll en finale de son premier tournoi platinum, le tournoi Windy City Open.

## Palmarès

### Finales
- Windy City Open : 2022
- Open de Pittsburgh: 2025